# Liste von Jazzmusikern/P
| Abk.  | Instrument           |
| ----- | -------------------- |
| acc   | Akkordeon            |
| acl   | Altklarinette        |
| afl   | Altflöte             |
| arr   | Arrangement          |
| as    | Altsaxophon          |
| b     | Bass                 |
| bar   | Baritonsaxophon      |
| bcl   | Bassklarinette       |
| bjo   | Banjo                |
| bl    | Bandleader           |
| bo    | Bongo                |
| bs    | Basssaxophon         |
| cl    | Klarinette           |
| clo   | Cello                |
| comp  | Komponist            |
| cond  | Dirigent             |
| cor   | Kornett              |
| dr    | Schlagzeug           |
| eh    | Englischhorn         |
| ep    | Elektronisches Piano |
| fg    | Fagott               |
| fl    | Flöte                |
| flh   | Flügelhorn           |
| frh   | Frenchhorn           |
| gisy  | Gitarrensynthesizer  |
| git   | Gitarre              |
| gl    | Glockenspiel         |
| har   | Mundharmonika        |
| harp  | Harfe                |
| kb    | Kontrabass           |
| keyb  | Keyboard             |
| lyra  | Lyra                 |
| mando | Mandoline            |
| mar   | Marimba              |
| obo   | Oboe                 |
| org   | Orgel                |
| p     | Piano                |
| perc  | Perkussion           |
| picb  | Piccolobass          |
| pictp | Piccolotrompete      |
| reeds | Holzblasinstrumente  |
| sax   | Saxophon             |
| ss    | Sopransaxophon       |
| syn   | Synthesizer          |
| tb    | Tuba                 |
| th    | Tenorhorn            |
| tp    | Trompete             |
| trb   | Posaune              |
| ts    | Tenorsaxophon        |
| tt    | Turntables           |
| vib   | Vibraphon            |
| viola | Viola                |
| vl    | Violine              |
| voc   | Gesang               |

Diese Liste ist eine Unterseite der Liste von Jazzmusikern.

## Paa – Paq
- Seppo Paakkunainen sax, comp
- Christian Pabst p
- Gerhard Pabst tp
- Krzystof Pacan kb
- Ivan Paduart p, comp
- Gilbert Paeffgen dr, dulcimer, comp
- Tony Paeleman keyb, p
- Pepa Päivinen bar, bas, ts, ss, cl, bcl, fl, comp
- Hot Lips Page tp, voc
- Nathan Page git
- Walter Sylvester Page b
- Marty Paich p, arr
- Willie Pajeaud tp, p
- Julian Pajzs git, comp
- Dave Palamar dr
- Jimmy Palao vl, sax, comp
- Bert Palinckx b, comp
- Jacques Palinckx git, comp
- Jón Páll Bjarnason git
- Fred Pallem eb, kb, git, arr, comp, dir
- Dré Pallemaerts dr
- Paul Pallesen git, bjo, comp, bl
- João Palma dr, perc
- Don Palmer as, ss, fl
- Henry Palmer p
- Jason Palmer tp
- Roy Palmer trb
- Singleton Palmer tu, kb
- Eddie Palmieri p, arr, synt, comp, ldr
- Remo Palmieri git
- Phil Palombi kb
- Eivør Pálsdóttir voc
- Marco Panascia kb
- Andy Panayi ts, as, bar, fl, comp
- George Pancras tp, electronic, comp
- Balázs Pándi dr
- Raphaël Pannier dr
- Rémi Panossian P
- Gérard Pansanel git
- Diana Panton voc
- Christophe Panzani sax, fl
- Sakis Papadimitriou p
- Frank Paparelli p, comp
- Charles Papasoff sax, arr
- Giacomo Papetti kb
- Jean Pâques p
- Pierre Paquette bar, as, cl, bcl, ts, arr, cond
- André Paquinet trb
- Guy Paquinet trb
- Michel Paquinet trb

## Par – Paz
- Friedrich Paravicini p, acc, cel, arr, comp
- Osmany Paredes p
- Pablo Paredes p, keyb, comp
- Tony Parenti cl, sax
- Jez Parfitt bar
- Tiny Parham p
- Carmen París voc, p, comp
- Teddy Paris dr
- Arthur „Dynamite Kid“ Parisius ts
- Charlie Parker as
- Dolores Parker voc
- Eddie Parker fl, comp
- Evan Parker ss, ts
- Isadore Nathaniel Parker tp
- Jack Parker dr
- Jair-Rôhm Parker Wells b, e-b, comp
- Jann Parker voc
- Jeff Parker git
- Johnny Parker p, bl
- Knocky Parker p
- Leo Parker bar
- Leon Parker per
- Maceo Parker as
- Rick Parker trb
- William Parker b
- Andrea Parkins p, acc, keyb
- Sam Parkins cl, ts, bas, fl, vcl ,sax
- Zeena Parkins harp
- Aaron Parks p
- Gordon Parks p, comp
- Horace Parlan p
- Gretchen Parlato voc
- Johanna Pärli kb
- Vassil Parmakov p, keyb, arr
- Valentin Parnach bl
- Christopher Parnis dr
- Frank Parr trb
- Rodger Parrett tp
- John Parricelli git
- Matthew Parrish kb
- Rebecca Parris, voc
- Lisa Parrott sax
- Harry Parry cl, bl
- Dion Parson dr, bl
- Claire Parsons voc, p, comp
- Ed Partyka trb, tb, comp, arr
- Longineu Parsons tp, flh, recorder, comp
- Uli Partheil p, comp
- Jonah Parzen-Johnson sax
- Alexander Parzhuber dr, comp
- Ricardo Pascal ts, ss
- Hermeto Pascoal p, keyb, fl, git, sax, comp
- Michel Pastre ts, ldr
- Alan Pasqua p
- Jerome Pasquall sax, cl
- Élodie Pasquier cl, comp
- Joe Pass git
- Mônica Passos voc, comp
- Rosa Passos voc, git, comp
- David Pastor tp, arr, comp
- Tony Pastor bl, voc, ts
- Felix Pastorius b
- Jaco Pastorius b, perc, comp
- Julius Pastorius dr
- Frank Patchen p
- Ben Paterson p, org
- Dan Patiris reeds, oboe
- John Patitucci b
- Brian Patneaude ts
- Joost Patocka dr
- Patoum dr, voc
- Domingo Patricio fl
- Pat Patrick bs, as, fl
- Lino Patruno git, bj, vcl, b, comp, ldr, arr, cond, el-b
- Don Patterson org
- Ottilie Patterson voc
- Marvin Pattillo dr, perc
- Didi Pattirane git, p, vib
- Chris Pattishall p
- John Patton org
- Sandy Patton voc
- Ivo Paunov sax, kaval, comp
- Ebenezer Paul kb
- Junius Paul kb, e-b
- Philip Paul dr
- Doc Paulin tp, bl
- Raimonds Pauls p, comp, arr
- Hanna Paulsberg ts, comp
- Arvid Gram Paulsen ts, as, tp
- Tiit Paulus git
- Bobby Paunetto vib, comp
- Jean-François Pauvros git, comp
- Alcide Pavageau b
- Milo Pavlović tp, cond
- Matt Pavolka kb
- Mario Pavone b, bl
- Eddie Pawl sax, cl
- Robert Pawlik git, comp
- Włodek Pawlik p, comp, arr
- Javier Paxariño sax, fl, ney, kaval
- Stéphane Payen as, comp, cond
- Rita Payés tbn, voc
- Alistair Payne tp
- Benny Payne p, voc, arr
- Don Payne kb, e-b
- Cecil Payne bar, as
- Richard Payne kb, tu
- Nicholas Payton tp, bl
- Walter Payton b, tu
- Victor Paz tp, flhn

## Pea – Pep
- Burnie Peacock as
- Gary Peacock b, p
- Curtis Peagler as, ts
- Dick Pearce, tp, flh
- Ian Pearce p, tp, trb
- Duke Pearson p
- Mattathias Pearson kb
- Kathrin Pechlof harp, comp
- Dejan Pečenko p
- Dan Peck tb
- Nat Peck trb
- Santo Pecora trb
- Bjørn Pedersen kb, bjo
- Eivin One Pedersen acc, p
- Erik Kimestad Pedersen tp
- Jimmi Roger Pedersen kb
- Leonardo Pedersen as, ts, ss, cl, bl
- Morten Pedersen p, comp
- Tommy Pederson, trb, comp
- Pierrick Pédron as
- Beverly Peer kb
- Jamie Peet dr
- Wayne Peet p, org, comp, arr
- Aladár Pege b
- Klaus Peham tp, comp
- Klaus Pehl cl, ts, as, ss, cond
- Bernard Peiffer p, comp
- Jürgen Peiffer dr
- Roland Peil perc
- Vincent Peirani acc
- Jonathan Peled trb
- Dave Pell ts, cl
- Mikaele Pellegrino git
- Jacques Pellen git
- Oliver Pellet git, comp
- Jean-Claude Pelletier p
- Roy Pellett cl, bl
- Florian Pellissier p
- Jeremy Pelt tp, flh
- Jacques Pelzer as, ss, fl
- Bill Pemberton kb
- Roger Pemberton reeds, arr
- Paul Pendarvis vln, bl
- Ralph Penland dr
- Matt Penman b
- Clarence Penn dr
- Sammy Penn dr
- Phil Della Penna p, arr
- Tivon Pennicott ts, fl
- Joe Pentzlin p
- Harry Pepl git
- Ken Peplowski cl, as, ts
- Art Pepper as
- Jim Pepper ts, voc, fl
- Marcelo Peralta ts, as, bar, ss

## Per – Ph
- Austin Peralta p
- Pierre Perchaud git, bjo
- Luca Perciballi git, electronics, comp
- Jack Perciful p, arr
- Luis Perdomo p, arr
- Ivo Perelman ts, clo, p
- Alain Pérez keyb, git, bg, comp
- Danilo Pérez p, comp
- Evaristo Pérez p, comp
- Gabriel Pérez sax, fl, cl, comp, arr, cond
- Lukmil Pérez dr
- Manuel Perez cor
- Michel Perez git, comp
- Sabeth Pérez voc, comp
- Peter Perfido dr, p
- Giovanni Perin vibes, marimba, comp
- Berry Peritz dr, bl
- Hugo Peritz ts, arr, cond
- Robert Pernet dr
- Marc Perrenoud p, comp
- Guillaume Perret as, comp
- Nat Perrilliat sax
- Bill Perkins sax, fl
- Carl Perkins p
- Ike Perkins git
- Red Perkins bl, tp
- Jukka Perko sax
- Si Perkoff p, voc
- Sergiusz Perkowski dr
- Ben Perowsky dr
- Frank Perowsky ts, cl
- Edward Perraud dr
- Frank Perry dr, perc
- Gene Perla b
- Armando Peraza bo
- Ben Perowsky dr
- Nick Perrin git
- Charlie Perry fr
- Dick Perry tp
- Joel Perry git
- P. J. Perry reeds
- Ray Perry vl, as
- Rich Perry ts
- Sacha Perry p
- André Persiani p, arr, comp, bl
- Stéphane Persiani kb
- Charlie Persip dr
- Eric Person as, ss
- Houston Person ts
- Åke Persson trb
- Bent Persson tp, cor, arr
- Cecilia Persson p, comp
- Pavel Pešta b, comp
- Erich Peter kb
- Simon Petermann trb
- Dierk Peters vib, comp
- Mike Peters tp
- Grégoire Peters as, bar, fl
- Olivier Peters sax
- Andre Petersen p, comp
- Ed Petersen reeds
- Harry Petersen as, ts, cl, ss, fl, alto-fl
- Hannibal Marvin Peterson tp, comp
- Mette Petersen p
- Oscar Peterson p
- Ralph Peterson dr, tp
- Randy Peterson  dr, perc
- Esa Pethman sax, fl, comp, arr
- Didier Petit clo
- Léo Petit git, arr
- Donatas Petreikis ts, git, arr, comp
- Gianluca Petrella trb
- Marian Petrescu p
- Davide Petrocca kb, b
- Lorenzo Petrocca git
- Boško Petrović vib
- Ernst-Ludwig Petrowsky as, cl, fl
- Louis Petrucciani b
- Michel Petrucciani p
- Philippe Petrucciani git, comp
- Tony Petrucciani git
- Sigmund Petruschka tp, arr
- Axel Petry sax, cl, fl, vib, perc
- Daniela Petry kb, comp
- Sissel Vera Pettersen voc, sax, comp
- Sofia Pettersson voc, comp
- Oscar Pettiford b, clo
- Leon Petties dr
- Jack Pettis ts, as, cl
- Jakob Petzl kb
- Lars Petzold git, comp
- Matthias Petzold ss, ts, clo, comp, cond
- Paul Peuker git, p, comp
- Michael Pewny p
- Madeleine Peyroux voc
- Hans-Peter Pfammatter p
- Tim Pfau git, b, comp
- Victoria Pfeil ss, as, ts, bar, cl, fl, comp
- Cathrin Pfeifer acc
- Stefan Pfeifer-Galilea as, fl, cl, bs, comp, arr, cond
- T. C. Pfeiler org
- Michael Pfeuti kb
- Jochen Pfister p, org, moog
- Martin Pfleiderer ts, ss
- Neele Pfleiderer voc, comp
- Léon Phal sax, comp
- Jay Phelps tp
- Pule Pheto p, comp
- Ethan Philion kb
- Jan Philipp dr
- Theresia Philipp as, ss, bar, fl, cl, comp
- Barre Phillips kb, comp
- Dan Phillips git, comp
- Dudley Phillips kb, b
- Flip Phillips ts
- Lloyd Phillips p
- Quincy Phillips dr
- Reuben Phillips as
- Sid Phillips cl, sax, fl, arr
- Jimmy Phipps p

## Pi
- Esteve Pi dr
- Steve Piccolo b
- Bernhard Pichl p
- Andreas Pichler dr, bj, voc, comp
- Matthias Pichler kb, voc, comp
- Fats Pichon p
- Willie Pickens p
- Leroy Pickett vln
- Alphonse Floristan Picou cl
- Andreas Pientka kb, comp
- Enrico Pieranunzi p
- Bill Pierce sax
- Nat Pierce p, bl
- Adam Pieronczyk sax
- Ewout Pierreux p, arr
- Bob Pierson sax
- Matt Piet p
- Dave Pietro as, comp
- Kasia Pietrzko p
- Dirk Piezunka ts, ss, bar
- Jens Piezunka kb, voc
- Dominique Pifarély vl
- Dave Pike vib
- Milan Pilar kb
- Jean-Michel Pilc p
- Herb Pilhofer p, arr, comp
- Jessica Pilnäs voc
- Charles Pillow reeds
- Romain Pilon git
- Anthony Pinciotti kb
- Samora Pinderhughes p, voc, comp
- Courtney Pine ts
- Rodrigo Pinheiro p
- Diego Piñera dr, comp
- Ward Pinkett tp
- Lucas Pino ts, bcl, fl, ss, cl, comp
- Malcolm Pinson dr
- Leslie Pintchik p
- Alberto Pinton bar, cl, bcl, fl, melody-sax, comp
- Selma Pinton voc, comp, arr
- Michael Pipoquinha bg
- Herbert Pirker dr, comp
- Anthony Pirog git, bg, perc, syn
- Armand Piron vl, voc, bl
- Jonas Pirzer dr, comp
- Alexander Pischikov ts
- Luca Pissavini kb, clo
- Chris Pitsiokos as
- Tony Pitt git, bj
- Vic Pitt kb, tu
- Booker Pittman sax, cl,arr, voc
- Ray Pitts sax, fl
- Bucky Pizzarelli git
- John Pizzarelli git
- Martin Pizzarelli git

## Pl
- Eric Plaks p
- Bernard Planchenault dr
- Eric Plandé ts, ss, fl, comp
- Vinsent Planjer dr, perc, comp
- Helga Plankensteiner as, bar, cl, voc, comp
- Simon Planting kb
- David Plate git, comp, arr
- Karin Plato voc, comp
- Bernhard Plattner tb
- Christian Plattner ts, as, cl, lead
- Helmut Plattner tp, ss, lead, comp
- Max Plattner dr
- Lonnie Plaxico b, kb, comp
- King Pleasure voc
- Stephan Plecher p
- Leon Maria Plecity git, comp
- Mimis Plessas p, keyb, comp
- Stew Pletcher tp, voc, cor, arr, p, bl
- Tom Pletcher cor, tp, flhn
- Marino Pliakas b
- Klemens Pliem ts, ss, fl
- Mikkel Ploug git, comp
- Tom Plsek trb
- Gunnar Plümer kb
- Serge Plume tp, flh
- Terry Plumeri kb, e-b
- Neely Plumb cl, as, bar
- Kuba Płużek p

## Po
- Gérard Pochonet dr, bl
- Vasilis Podaras (auch Billy Pod) dr
- Hans Podehl dr
- Sunk Pöschl dr
- Michel Poffet kb, bg
- Myria Poffet p, voc
- Mika Pohjola p, comp
- Verneri Pohjola tp
- Werner Pöhlert git
- Pony Poindexter as
- Mike Pointon tbn, voc
- Evita Polidoro dr, voc, comp
- Kerry Politzer p
- Nicolás Politzer dr, comp
- James Polk p, org
- Ben Pollack dr, bl
- Albert Pollan tu, kb
- Mel Pollan kb
- Terry Jean Pollard p, vib
- Danny Polo cl
- Roman Polt tp
- Andreas Polte git, comp
- Andreas Polyzogopoulos tp, comp
- Olaf Polziehn p
- Herb Pomeroy tp
- Jean-Louis Pommier tb, comp
- Daniel Ponce perc, dr
- Guillaume Poncelet tp, key, p, comp, arr
- Jimmy Ponder git
- Vincent Pongracz cl, sax, comp
- Evgeny Ponomarev p, keyb
- Valery Ponomarev tp, comp
- Claudio Pontiggia fhn, cond, comp
- Randi Pontoppidan voc, electronics, comp
- Clara Ponty, p, voc
- Jean-Luc Ponty vl
- Julien Pontvianne cl, sax, comp
- Carolin Pook vln, dr, comp
- Kenny Poole git
- Kyle Poole dr
- Ted Poor dr
- Odean Pope sax
- Krzysztof Popek fl, comp, arr, bl
- Lenny Popkin ts, comp, arr
- Simon Popp dr, comp
- Frans Poptie v, cl, arr, comp, cond
- Bobby Porcelli as, fl
- Al Porcino tp
- Géraud Portal kb
- Michel Portal bcl, ss, cl, bandoneon
- Art Porter senior p, org
- Art Porter junior ts
- Gene Porter sax, cl
- Gregory Porter voc
- Jake Porter tp
- Larry Porter p, comp
- Lewis Porter p
- Randy Porter p
- Roy Porter dr
- Ryan Porter trb
- Yank Porter dr
- Manfred Portugall git
- Mariá Portugal dr, voc, comp
- Will Poskitt p
- Marcin Pospieszalski b
- Marek Pospieszalski ts, turntables, acl, comp
- Mateusz Pospieszalski sax, bcl, fl, key, perc, arr, comp
- Arthur Possing p, comp
- Paweł Postaremczak ts, ss, p
- 'Doc' Joe Poston as
- John Potoker p
- Chris Potter as, ss, ts, bcl, afl, comp
- Tommy Potter b
- Lutz Potthoff p
- Bill Potts p, arr, comp
- Steve Potts ts, as, fl
- Nelly Pouget ts, ss, as
- Hasse Poulsen git
- Thomas de Pourquery as, ss, voc, comp, arr, theremin, melodica
- Nannie Porres voc
- Ferdinand Povel ts, as
- Benny Powell trb
- Bud Powell p
- Hayden Powell tp, comp, arr
- Jesse Powell sax
- Jonathan Powell tp
- Mel Powell p
- Roy Powell p, keyb
- Rudy Powell as, cl
- Seldon Powell ts
- Specs Powell dr
- Teddy Powell bl, voc
- Mark Powers dr
- Ollie Powers dr, voc, bl
- Chano Pozo bo
- Andrea Pozza p, comp
- Pier Paolo Pozzi dr, comp

## Pr
- Gregor Praml b, comp
- Daniel Prandl p, comp
- R. „Guitar“ Prasanna git, comp
- Allan Praskin as
- Axel Prasuhn voc, as, bar, fl
- Dian Pratiwi voc
- Alfred Pratt ts
- Bobby Pratt trb, p
- Bobby Pratt tp
- Dan Pratt as
- Jan Prax as, ss, comp
- Tom Prehn p
- Gerald Preinfalk ss, as, bar, bcl
- Ivo Preis tp
- Tobias Preisig vl, comp
- Moritz Preisler p, comp
- Valentin Preißler sax, comp
- Noah Preminger ts
- Yvonnick Prené harm
- David Prentice vl
- Viacheslav Preobrazhenski ts
- Gerard Presencer tp, flh
- Seymour „Red“ Press cl, sax
- Pino Presti b
- Eddie Preston tp
- Don Preston p
- René Pretschner p, keyb, comp, arr
- Raphael Preuschl kb, eb, bass-ukulele, comp
- André Previn p, comp, cond
- Bobby Previte dr
- Eddie Prévost dr, perc
- Guy Prévost dr
- Sammy Price p
- Jimmy Priddy trb
- Mike Pride dr, perc, voc
- Julian Priester trb
- Dafnis Prieto perc, dr, comp
- Leon Prima tp, voc
- Louis Prima tp, voc
- Bernard Primeau dr, bl
- Earres Prince p
- Peppy Prince dr, voc, bl
- Wesley Prince kb
- Bobby Pring trb
- Mark Pringle p, comp
- Tony Pringle cor, tp, voc
- Gert-Jan Prins perc
- Jeanfrançois Prins git, comp, arr
- Marcus Printup tp
- Riza Printup harp
- Elias Prinz git, comp
- Feigeli Prisor git
- Andreas Prittwitz ss, ts, cl, recorder
- Grégory Privat p, comp
- Jo Privat acc
- Bernie Privin tp, flhn
- George Probert, ss, cl, bl
- Russell Procope as
- Clarence Profit p
- Miljenko Prohaska kb, comp, cond, arr
- Rob Pronk tp, p
- Ruud Pronk dr
- Rue Protzer git
- Felicity Provan tp, cor, comp, bl
- Vance Provey tp, dr
- Jodi Proznick kb, comp
- Vlasta Průchová voc
- Carl Pruitt kb
- Christian Pruvost tp
- Andrzej Przybielski tp

## Pu – Pz
- Igor Pudło tt
- Omar Puente vl
- Jim Pugh trb, comp
- Jim Pugliese dr, perc, comp
- Meinhard Puhl kb, trb, e-b, comp, arr
- Jure Pukl ts, ss, bcl
- Dudu Pukwana as, fl, p, comp
- Dainius Pulauskas p, keyb, comp
- Zdeněk Pulec trb
- Frank Pullara kb, arr
- Don Pullen p, org
- Stan Puls kb
- Adam Pultz Melbye kb
- Joe Puma git
- Pete Pumiglio as, cl
- Werner Puntigam trb, voc, comp
- Claudio Puntin cl, bcl, comp
- Tutu Puoane voc
- Andi Pupato perc
- Elizabeth Pupo-Walker perc
- Colin Purbrook p, kb, tp, trb, cl, comp, arr, bl
- John Purcell as, ss, fl
- Bernard Purdie dr
- Jin Pureum as
- Flora Purim voc
- Alton Purnell p
- Keg Purnell dr
- Percy Pursglove tp
- Douglas Purviance b-trb, tu
- Alan Purves dr, perc
- Klaus Werner Pusch tp, flh, comp
- Rainer Pusch ts
- Mark Pusker as, ss, comp
- Gerd Putschögl vl, viola
- Bart van der Putten sax, cl
- Angela Puxi sax
- Pip Pyle dr
- Chris Pyne trb, p
- Mick Pyne p, tp
- Mirek Pyschny dr